# Pierre-Paul Riquet
Pierre-Paul Riquet (Béziers, 1604 – Tolosa, 1º ottobre 1680) è stato un ingegnere francese, responsabile della costruzione del Canal du Midi.
Fondatore della fortuna della celebre famiglia francese e belga dei Riquet, poi Duchi di Caraman (in Francia) e Principi di Chimay (in Belgio).

## Biografia
Paul Riquet nacque a Béziers, Francia. Sin da ragazzo Riquet era interessato soltanto alla matematica e alla scienza.
All'età di 19 anni ha sposato Catherine de Milhau. Era «fermier général» (colòno generale) della «Languedoc-Roussilon» con la qualifica di appaltatore d'imposte, cioè era responsabile della raccolta e dell'amministrazione della gabella in Linguadoca.
Riquet divenne facoltoso e gli fu concesso dal re di imporre le proprie tasse. Ciò gli conferì una discreta ricchezza, che gli consentì di eseguire grandi progetti con competenza tecnica. Da lui prende il nome il villaggio di Bonrepos-Riquet di cui fu barone.

## Il Canal du Midi
Riquet è l'ingegnere responsabile della costruzione del canale navigabile dalla lunghezza di 240 km che collega la costa meridionale della Francia alla baia di Biscay, una delle grandi opere ingegneristiche del XVII secolo. La logistica fu talmente immensa e complicata che gli antichi Romani ne discussero il progetto ma non lo realizzarono. Ciò nonostante re Luigi XIV fu propenso a realizzare il progetto, principalmente a causa dell'aumento delle spese e del pericolo per il trasporto marittimo delle merci attorno alla Spagna meridionale, dove i pirati erano comuni.
La progettazione, il finanziamento e la costruzione del Canal du Midi assorbirono completamente Riquet dal 1665 in poi. Si presentarono numerosi problemi, compreso la navigazione intorno a molte colline e a un sistema per riempire il canale con l'acqua anche durante i mesi estivi. I miglioramenti nell'ingegneria delle chiuse e dighe del canale, e la creazione di un lago artificiale di 6 milioni di metri cubi permisero di risolverli.
Il canale venne completato nel 1681, un anno dopo la morte di Riquet.

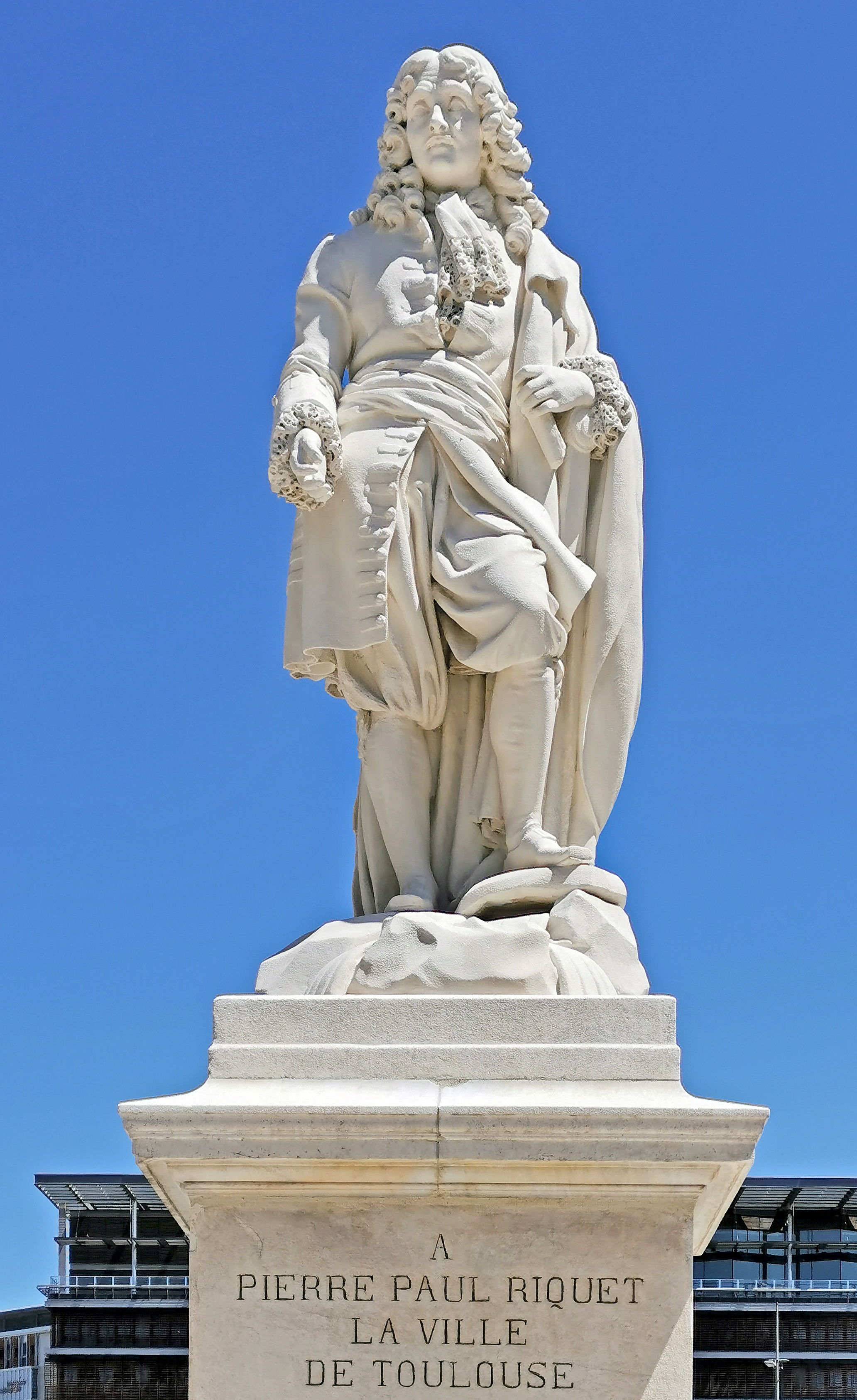
Statua di Pierre-Paul Riquet a Tolosa